# Bart to the Future
«Bart to the Future» (с англ. — «Барт в будущем») — семнадцатый эпизод одиннадцатого сезона мультсериала «Симпсоны».

## Сюжет
Семья Симпсонов решила съездить к озеру искупаться. Но там был огромный наплыв комаров и им пришлось отменить свою поездку. По пути домой Гомер остановился около казино и выпросил у Мардж разрешение на его посещение. Отец берёт с собой Барта и они идут в казино. Барта не пускают как несовершеннолетнего. Мальчик обижается и обдумывает план, как попасть в казино. Барт подслушивает разговор чревовещателя с охраной отеля и решает пройти в казино вместе с ним в качестве куклы. Мальчик выкидывает куклу и залезает в бардачок, в котором чревовещатель носит реквизит (куклу). Попав в казино, Барт пытается спрятаться от охраны, чтобы спокойно разгуливать по казино. Но его тут хватают и тащат к хозяину заведения. Тот допытывается правды от мальчика, который честно отвечает, что не хотел играть, а всего лишь хотел выпить виски. Потом индеец (хозяин казино) показывает будущее Барту через костёр, горящий в кабинете.
В этом будущем Барт — бедный музыкант, живущий с Ральфом. Они играют в одном из баров Спрингфилда по заказу, но их песня никому не нравится. (Кстати, хозяин хотел расплатиться с группой попкорном.) Группа лишается жилья и Ральф уходит от бывшего соседа. Барт обращается за помощью к сестре Лизе, которая стала президентом США. У неё проблемы: президент Трамп оставил после себя большую дыру в бюджете страны. Сестра поселяет у себя брата, но он ей только мешает. Лиза решает от него избавиться, использовав его тщеславие. Он отправляется в какое-то захолустье писать доклад о крутости. Об обмане ему сообщает фантом бармена. И Барт спешит на помощь Лизе, которая проводит собеседование о долгах США другим странам с их президентами. Брат разруливает ситуацию и все уходят довольные и обманутые, но без денег. Тем временем, в этом же видении, Гомер ищет клад бывшего президента Линкольна, но находит сундук с листком, рассказывающим о кладе души.
Индеец перестал показывать будущее и дал Барту просроченный талон. Когда тот начал возмущаться, индеец живо исчез. Лиза забирает Барта и рассказывает ему о том, что мать уже успела проиграть 20 000 долларов, а отец вновь напился.